# Crepis triasii
Crepis triasii es una planta de la familia de las asteráceas, una más de las múltiples especies de compuestas con pétalos amarillos.

## Descripción
Es un endemismo de Mallorca, Menorca y Cabrera, que vive siempre en las fisuras de las paredes rocosas, donde es bastante frecuente y fácil de encontrar. Tiene una roseta de hojas basales, bastante enteras, sólo con algunos dientes. Estas hojas suelen tener una especie de dibujo reticulado en relieve, que facilita la identificación de la especie cuando no está en flor. Los capítulos tienen flores amarillas, el involucro de los capítulos tiene unas pequeñas brácteas que se abren hacia fuera.

## Taxonomía
Crepis triasii fue descrito por (Cambess.) Fr. y publicado en Sylloge Florae Europaeae 49. 1855.
Citología
Número de cromosomas de Crepis triasii (Fam. Compositae) y táxones infraespecíficos: 2n=8+(0-2B)
Sinonimia
- Barkhausia balearica Costa
- Crepis balearica (Costa) Costa
- Hieracium triasi Cambess.[5]